# 피티
피티(아제르바이잔어·튀르키예어: piti) 또는 푸투크(아르메니아어: պուտուկ)는 작은 도자기 그릇에 양고기와 감자 등을 넣고 오븐에서 익힌 음식이다. 아제르바이잔의 국민 음식이며, 특히 셰키, 라흐즈 지역의 피티가 유명하다. 터키의 동아나톨리아 지역과 아르메니아에서도 즐겨 먹는다.

## 만들기
주로 쓰이는 재료에는 양고기와 양꼬리지방, 병아리콩, 감자, 건자엽꽃자두, 사프란 등이 있으며, 그 외에도 쌀, 완두, 양파, 민트, 우르파고추 등이 쓰인다. 수마그(붉나무 열매 가루)를 함께 내며, 라바시(납작빵)와 함께 먹는다.

## 사진 갤러리

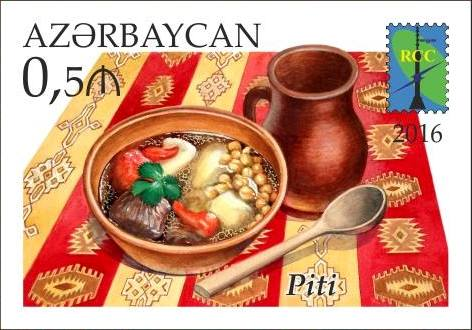
피티가 그려진 아제르바이잔 우표 (2016년)
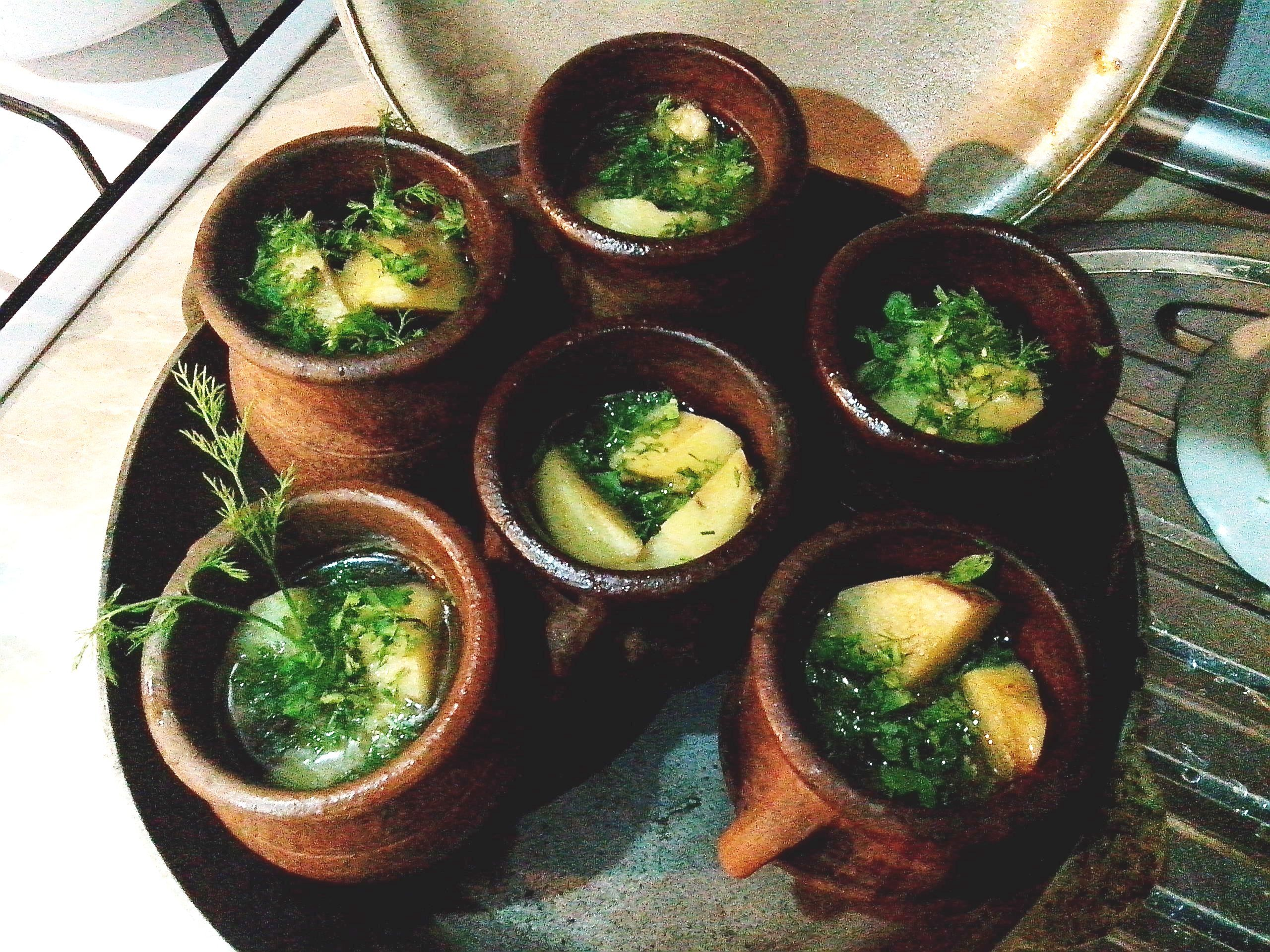
아제르바이잔식 피티
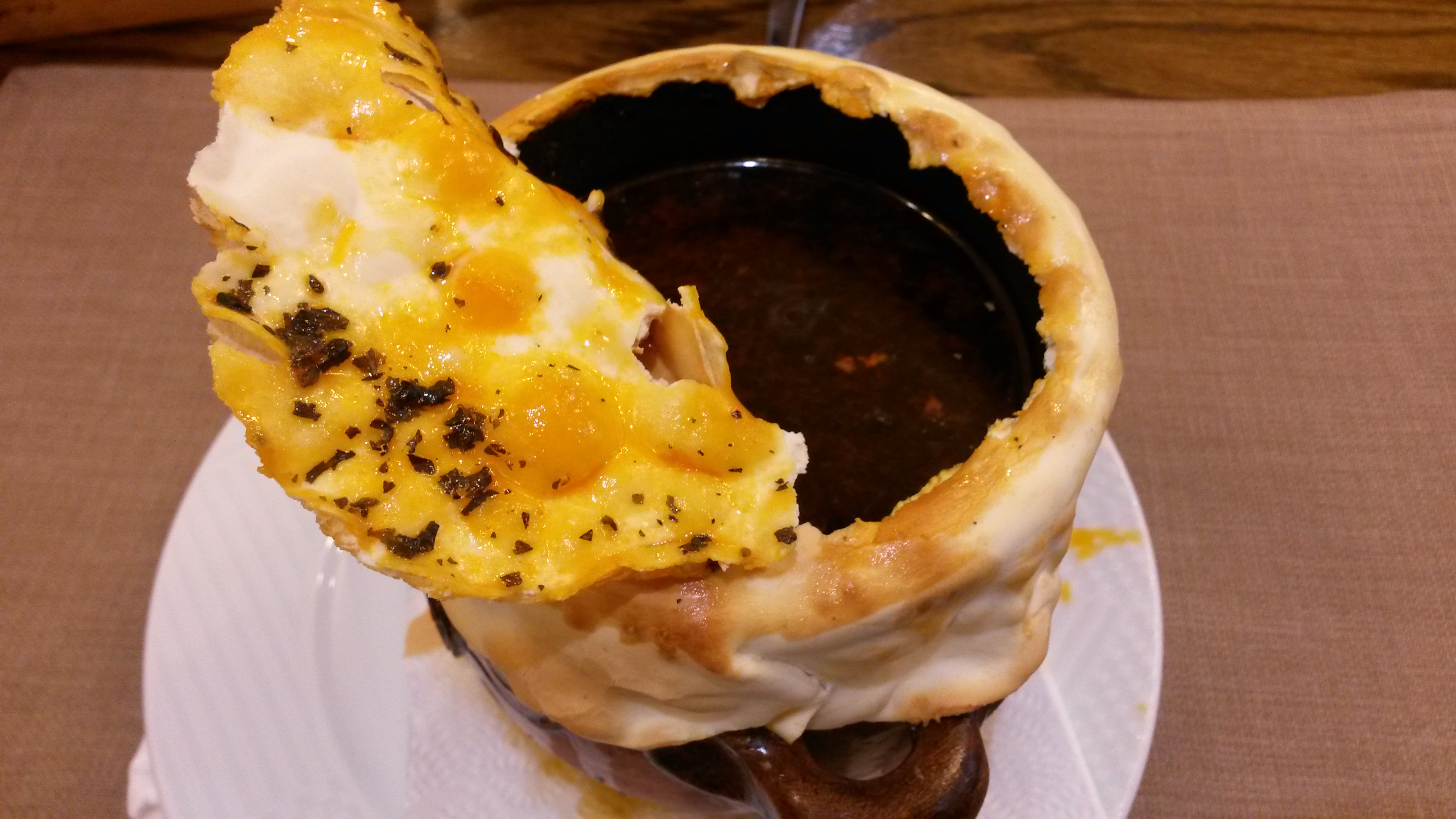
아르메니아식 푸투크

## 같이 보기
- 귀베치
- 아브구슈트